# 斎藤みなみ
斎藤 みなみ（さいとう みなみ、1998年1月24日 - ）は、日本のAV女優。アトラクティブ所属。

## 略歴
2020年8月にAVデビュー。2022年4月8日、中条りかへの改名を発表。
2023年4月、「斎藤みなみ@元AV女優」としてTwitterを更新。

## 人物
初体験は高校2年（16歳）の時に当時の彼と彼の家で。経験人数は10人。
性感帯は、胸とクリトリス。
AV女優になった動機は、人がやっていないことに挑戦したかったから。

## 出演作品

### アダルトDVD
- 18歳と8ヶ月。 AVデビュー 18歳限定初撮りドキュメント 17（8月28日、プレステージ）
- 素人女子大生ガチナンパ! ファーストキスの童貞君と舌ジュボDeepKISSしてくれませんか? 「ちゅぱぁ♡ レロレロ…はあはあ…じょうずね、気持ちいよ」 当然フル勃起させてしまう包茎チ♡ポを責任もって素股筆おろししてください!! ギャル2名、清楚うぶ2名、1本で2度おいしい贅沢版!（9月11日、赤面女子）
- 120%リアルガチ軟派伝説 vol.88 in 千葉（9月18日、プレステージ）
- まさかノーブラ!? 貧乳美人店員がコリコリに勃った乳首に気付かず働く姿に興奮してしまい… 5（10月2日、DOC）
- #新・制服娘ワリキリ裏¥募集 04 野球部マネージャー みなみ（1月9日、S級素人）※「みなみ」名義
- 働く保母さんの性交裏バイト Vol.001（10月9日、BAZOOKA）
- 彼女と間違えて…妹にナマ即ズボ!ヤバい!? でも気持ちよくてそのまま中出し…すると妹が即ズボの衝撃でヤル気スイッチON! 妹主導の逆ナマ即ズボ連続2回戦突入!（10月16日、DOC）
- 生意気にお金とSEXが大好きなJ●キメパコ中出し円光（10月16日、DOC）
- 「パパ大好き」再婚してできた娘はオジ好き。 ママが留守中、パパを誘惑してくる小悪魔娘と家庭内不倫ハメハメ!（11月20日、DOC）※「なみ」名義
- 羞恥 ある日突然男女社員混合 強制OL健康診断 2020スペシャル 2枚組（12月24日、サディスティックヴィレッジ）

- 見られたがり制服美少女痴女の絶対領域 Vol.002（1月15日、BAZOOKA）
- 憧れの同僚と卑猥な完全主観性交 Vol.001（1月15日、BAZOOKA）
- 彼女の初デートで使った思い出のビデオカメラで、地元のヤンキーの先輩に彼女がヤラれている姿を撮影させられるボク。怖くて動けないボクに彼女は助けを求めるけど何も出来ずただカメラを向けるボク。勃起しているのがバレバレでボクは彼女でオナニーさせられてしまいました。（1月19日、Hunter）
- 【完全主観】即尺即ハメ!孕ませOK! 新人生中出しご奉仕メイド（2月5日、ONEZ）
- 彼女、中出しされるってよ。 もなみ鈴 / 斎藤みなみ / 逢見リカ（5月1日、S-Cute）
- 羞恥 生徒同士が男女とも全裸献体になって実技指導を行う質の高い授業を実践する看護学校実習 2021 森日向子 逢見リカ 新條ひな 斎藤みなみ（5月20日、サディスティックヴィレッジ）
- 押しに弱い言いなりのJ○いもうと 斎藤みなみ（7月13日、K-Tribe）
- 姪っ子のパイパンマ○コに中出し 斎藤みなみ（9月7日、K-Tribe）

### アダルトVR
- 理性が破綻しても昂り続けた若気の性欲。ボクの精液細胞を欲する女子校生を執拗にイカせる痙攣性交（12月29日、KMPVR）

- 押しに弱い制服美少女が学校近くのエロ整体師にねっとり指圧マッサージ痴漢されて（1月14日、SODクリエイト）
- 塩対応すぎるデリヘルギャルをまた自宅に呼び出し、フェラ中に媚薬を仕込んだら、今までと真逆の神対応変貌（1月29日、KMPVR-bibi-）
- 女子が唾を飲ませ顔面を舐め尽くすVR（3月25日、KMPVR）※オムニバス作品
- 天井特化アングルVR  ～J○彼女イチャラブ編～ 斎藤みなみ（4月1日、KMPVR）
- ぱっつぱつの競泳水着でじっくりオナニー（4月10日、KMPVR）※オムニバス作品
- 特化VR ～べろ～（4月21日、KMPVR）※オムニバス作品
- 特化VR ～顔面～（5月14日、KMPVR）※オムニバス作品
- オナ顔を超接写!! 美女のイキ顔観察VR（5月17日、KMPVR）※オムニバス作品
- 僕を好きすぎるみなみとの密着イチャラブ性交【生ハメ】何度も繰り返す接吻と超接近オッパイと指挿れ時キュッと締まるアナル観察とめちゃ顔近い超・覆いかぶさり正常位とデカ尻を打ち抜くバックと対面座位と凄いパンパン音の杭打ちピストン騎乗位【中出し】 斎藤みなみ（5月31日、アリスJAPAN）
- 女の恥ずかしい部位をじっくり鑑賞VR（6月1日、KMPVR）※オムニバス作品
- 尻向けオナニーVR（6月17日、KMPVR）※オムニバス作品
- Tバック尻を堪能しながらフェラチオしてもらえるVR（7月19日、ROOKIE）※オムニバス作品
- 青春妄想特化 一夜のうちに何人もの女の子から告白され何度も夜這いされまくる夢の修学旅行（7月30日、ROOKIE）※オムニバス作品
- 女体観察特化 マングリ体位で指ズポオナニーをクンニ目線で観察できるVR（8月1日、ROOKIE）※オムニバス作品
- 激カワ制服美少女×心地良い重みと青春の匂い J○窒息足顔騎VR（12月6日、KMPVR）※オムニバス作品

### アダルト配信
- 【初撮り】【ピチピチの色白美肌】【必死に感じて..】高校を卒業したばかりの18歳美少女は好奇心いっぱい。可愛い顔に必死さが浮かび始めると.. ネットでAV応募→AV体験撮影 1304（8月2日、シロウトTV）※「みなみ」名義
- みなみ（8月31日、俺の素人）
- 料理上手は床上手?!胃袋に留まらず金玉袋も掴んじゃうイマドキビッチなギャルJD!小さなお口で巨大チ○ポを咥え込む激エロおフェラ!Tバックが似合いすぎるまん丸の柔らか美尻を大胆に鷲づかみ突きまくる!!華奢なカラダのおま○こはキツキツで気持ち良すぎ〜!!水着にオイルに盛りだくさんでヤッてTRY♪中出し3連発!!（9月6日、プレステージプレミアム）※「みなみ」名義
- 【プールナンパ2020】モデル並スレンダーギャルとワンナイト☆カーニバル!!ナイトプールで逆ナン即ホ!?薄ピンクの敏感エロ乳首をシャブり尽くすッ!!チ●コを全て味わう淫乱フェラがたまらないwバイブも電マでイキ地獄！可愛いお顔に大量射精www（9月12日、プレステージプレミアム）※「ひなこ」名義
- みなみ先生（9月29日、俺の素人）
- ヤリマンJ○とキメセク円光→おじテクに完堕ち→3連続中出しオネダリ!（10月5日、しろうとまんまん）※「みんみん」名義
- 【中出し!個人撮影】ナミ/24歳/フラワーショップ店員/ど清楚/ど淫乱/車内フェラ→口内発射/セックス→中出し/ちっぱい/スレンダー/ウルトラ美少女/いちゃらぶカップル/彼氏の誕プレにハメ撮り許可（9月28日、なまなま.net）※「ナミ」名義
- みなみ（10月8日、しろうとがーる）
- スクールカースト最上層!顔良しノリ良しJ○は、おじさんをホテルに連れ込むお盛ん女子!?サバサバギャルかと思いきや、キスだけでパンツを濡らす純情ちゃん!真っ白な美尻を波打たせ、華奢なカラダでおじさんチ○ポを受け止める!上下のお口で精子を飲み込み心もカラダもフルチャージ!【みいちゃん(彼女)とおじさん(彼氏)の特別な一日】（10月11日、しろうとまんまん）※「みい」名義
- マジ軟派、初撮。 1546 レッスン帰りの地下アイドルをインタビューと称してホテルに連れ込み!アイドル業界裏話⇒Hな質問で畳みかけ、真っ白な肌をカメラにさらけ出す!（10月25日、ナンパTV）※「みなみ」名義
- なぁみ（11月5日、MOON FORCE）
- なみ（11月12日、素人ホイホイZ）
- 【カップルNTR】 彼氏の目の前で彼女を寝取る（11月19日、アキノリ）※「みなみ」名義
- 奉仕型ドM看護学生!!【顔面偏差値99の純朴ウブッ娘】×【ぷりっぷりの純白桃尻】×【舐めるの大好き!オチ●ポ診察】清純な見た目とは裏腹にチ●コ大好き、膣イキ懇願!ガックガクの腰砕けSEXで興奮度MAX!白衣の天使を白濁精子で汚しちゃいました!!（12月17日、プレステージプレミアム）※「みなみ」名義

- 桃尻ナースを仕事サボらせて江ノ島観光! 何しててもずっと美少女! 彼女にしたい!! いやさ孕ませたい!!! オスのDNAに訴えてくる本能的な可愛さずるいwww ってことでどっぷり中出し!!! ぬるっと温かいマン肉がたまんねぇ…：今日、会社サボりませんか? 27 in 渋谷 みなみちゃん 23歳 ナース（1月11日、プレステージプレミアム）
- 【配信専用】射精が止まらない! 超気持ちイイ美少女手コキ! 最終回 10人の美少女に手コキされまくる200分!（2月11日、ふぇち党）※オムニバス作品
- 【配信専用】絶対主観!! もはや精子が枯渇寸前! 超気持ちイイッ!! 乳首舐め手コキ #3（4月15日、ふぇちぽいんと）※オムニバス作品
- 上品なピアノ講師がシーツぐしょ濡れお漏らしSEX!! パパ活慣れしたスレンダー女子のオクチに暴発! 無許可の中出し2連発!! もえ（10月8日、まんまんランド）
- 【配信専用】新「ちょ、待っ、え! こんなところで!?」 バレたらマズい場所で美少女がチ●ポをエッチに抜きまくり! 3（12月16日、ふぇちぽいんと）※オムニバス作品

## 書籍

### デジタル写真集
- 恋物語 〜SUMMER〜【グラビア写真集】 斎藤みなみ（2021年9月17日、プレステージ出版、撮影：C:TAKERU）
- 恋物語 〜SUMMER〜【ヌード写真集】 斎藤みなみ（2021年9月17日、プレステージ出版、撮影：C:TAKERU）